# Инвестбанк
Инвестбанк (ОАО «Акционерный коммерческий банк «Инвестбанк») — российский коммерческий банк, прекративший деятельность 13 декабря 2013 года в связи с отзывом лицензии Центральным банком РФ.

## История
Зарегистрирован в июне 1989 года в Калининграде местными организациями НПО «Союзгазавтоматика», «Судмашавтоматика», ПО «Система» и «Калининградзверпром». Из-за экономического кризиса 1998 года «Инвестбанк» в начале 1999 года попал под управление госкорпорации «Агентство по реструктуризации кредитных организаций» (предшественник Агентства по страхованию вкладов). В мае 2001 года 85% акций кредитной организации были проданы частным инвесторам. Включён в систему страхования вкладов в декабре 2004 года.
В 2008 году "Инвестбанк" поглотил три кредитные организации: московский ЗАО «Конверсбанк», екатеринбургский ОАО «Гранкомбанк» и воронежский ОАО «Воронежпромбанк». После этого объединения «Инвестбанк» получил лицензию на прием вкладов у населения.
В IV квартале 2011 года головной офис Инвестбанка был перенесен из Калининграда в Москву.
В общей сложности клиентами «Инвестбанка» были 430 тысяч человек и более 30 тысяч компаний, в Свердловской области у него было 10 тыс. вкладчиков.

## Собственники и руководство
В 2006-2011 г. владельцем Инвестбанка был банкир Владимир Антонов, глава "Конверс групп". В 2011 году он продал Инвестбанк своему партнёру Сергею Менделееву; в 2012 банк продан Сергею Мастюгину.
Накануне отзыва лицензии бенефициарами банка были Сергей Мастюгин (19,97%; помещён в СИЗО после отзыва лицензии), Василий Свинарчук (19,94%), Наталья Глухова (19,75%), Оксана Сорокопуд (14,18%), инвестфонд RenFin Ltd., принадлежащий гражданину США Блейку Клейну (10,2%), Ирина Полубоярова (7,19%), Игорь Нэтзель (4,71%).

## Отзыв лицензии
13 декабря 2013 года лицензия Инвестбанка отозвана приказом Банка России №ОД-1024 ввиду "существенной недостоверности отчётных данных" и разнообразных нарушений.
Центральный банк обратился в правоохранительные органы, подозревая банкиров в преднамеренном банкротстве: в капитале кредитной организации была обнаружена недосдача в 30,2 млрд рублей — самая крупная за три предшествовавших года сумма.
Расходы государства в связи с отзывом лицензии у «Инвестбанка» оцениваются в 29 млрд рублей.
По мнению зампредседателя ЦБ Михаила Сухова, владельцами и менеджерами Инвестбанка до отзыва у него лицензии совершались многочисленные нарушения. Так, финогранизация не применяла обязательные критерии оценки финансового положения заемщиков и качества обслуживания долга. Кредитный портфель в 31,5 миллиарда рублей на момент отзыва лицензии полностью обесценился. При этом банк вложил около 8,2 миллиарда долларов в ценные бумаги закрытых паевых инвестиционных фондов недвижимости (ЗПИФН) и в облигации компании Sofina AG на сумму более 60 тысяч евро. Эти бонды Bloomberg относит к худшей категории качества с отрицательной доходностью (-59,6%). По данным Банка России, размер активов кредитной организации составляет порядка 18,1 миллиарда рублей, в то время как обязательства превышают 62 миллиарда.
4 марта 2014 года Арбитражный суд Москвы признал Инвестбанк банкротом. Задолженность Инвестбанка перед физическими лицами достигает около 40,8 миллиарда рублей. В ходе ревизии еще до отзыва лицензии были выявлены сомнительные сделки с ценными бумагами. Финансовый анализ дел свидетельствует о наличии признаков преднамеренного банкротства финансового учреждения.
13 мая 2015 года по ходатайству СКР был арестован Сергей Мастюгин — один из владельцев хоккейного клуба "Спартак" и бывший бенефициар обанкротившегося Инвестбанка, в капитале которого ЦБ обнаружил внушительную дыру в 44,5 млрд руб..
В июле 2017 г. Таганский суд Москвы приговорил Сергея Мастюгина к восьми годам тюремного заключения в колонии общего режима. Он и бывший предправления банка Ольга Боргардт признаны виновными по ст.160 УК РФ (растрата) и ст.201 УК РФ (злоупотребление полномочиями).
По мнению источника агентства "Росбалт" Мастюгин в 2012 году купил "Инвестбанк", из которого "выкачал" немного денег, однако все основные средства были "выкачены" из него ранее — Мастюгину уже достался банк с гигантской "дырой". Однако к уголовной ответственности привлекли только его и Боргардт. ЦБ неоднократно рекомендовал Генпрокуратуре и правоохранительным органам проверить не только Мастюгина, но и всех предыдущих собственников и руководителей Инвестбанка, поскольку вывод средств из банка начался еще в 2008 году, но никакой реакции не последовало.